# Hladna veriga
Hladna veriga je izraz, ki običajno označuje vrsto ukrepov in opreme v okviru temperaturno nadzorovane dobavne verige, ki se uporabljajo za ohranjanje izdelka v določenem nizkotemperaturnem območju od pridobitve/proizvodnje do uporabe.  Neprekinjena hladna veriga je neprekinjeno sosledje dejavnosti od proizvodnje, skladiščenja in distribucije pri nizkih temperaturah, skupaj s pripadajočo opremo in logistiko, s katero se vzdržuje želeno območje nizkih temperatur. Uporablja se za ohranjanje, podaljšanje in zagotavljanje roka uporabnosti izdelkov, kot so sveži kmetijski pridelki, morski sadeži, zamrznjena hrana, fotografski film, kemikalije in farmacevtski izdelki. Takšne izdelke med prevozom in v prehodnem skladišču včasih imenujemo hladni tovor. V nasprotju z drugim blagom je blago s hladno verigo hitro pokvarljivo in je vedno na poti proti končni uporabi ali namembnemu kraju, tudi če je začasno zadržano v hladilnicah, zato ga v celotnem logističnem ciklu pogosto imenujejo tovor.
Logistika hladne verige vključuje vsa sredstva, s katerimi zagotavljamo konstantno temperaturo izdelka, ki ni toplotno stabilen, od trenutka, ko je izdelan, do trenutka uporabe. Poleg tega se hladna veriga šteje za znanost, tehnologijo in postopek. To je znanost, saj zahteva razumevanje kemijskih in bioloških procesov, povezanih s pokvarljivostjo izdelka. Gre za tehnologijo, pri kateri se s fizičnimi sredstvi zagotavljajo želene temperaturne razmere vzdolž dobavne verige. Gre tudi za postopek, saj je treba opraviti vrsto dejanj za izdelavo, shranjevanje, prevoz in spremljanje temperaturno občutljivih izdelkov.

## Uporaba
Hladna veriga se pogosto uporablja v živilski in farmacevtski industriji ter pri dobavi nekaterih kemikalij. Pogosto temperaturno območje hladne verige v farmacevtski industriji je od 2 do 8 °C (36 do 46 °F), vendar so odstopanja od specifične temperature (in časa pri tej temperaturi) odvisna od dejansko poslanega izdelka. Pri hladni verigi za tovor svežih proizvodov je treba dodatno vzdrževati parametre okolja, specifične za izdelek, ki vključujejo ravni kakovosti zraka (ogljikov dioksid, kisik, vlago in druge), zaradi česar je to hladno verigo najteže ohranjati.
To je pomembno pri dobavi cepiv oddaljenim ambulantam v vročih krajih s slabo razvitimi prometnimi povezavami. Motnje hladne verige zaradi vojne lahko povzročijo posledice, podobne izbruhom črnih koz na Filipinih med špansko-ameriško vojno.
V številnih primerih so cepiva poslali v države tretjega sveta (Podsaharsko Afriko) z malo ali nič infrastrukture hladne verige, kjer so se zaradi čezmerne izpostavljenosti toploti inaktivirala. Bolniki, ki so mislili, da so imunizirani, so bili v resnici zaradi inaktiviranih cepiv, ki so jih prejeli, izpostavljeni večjemu tveganju. Tako je zdaj za izkoreninjanje preprostih bolezni iz skupnosti velika pozornost namenjena celotnemu distribucijskemu postopku hladne verige.
Tradicionalno so vsi zgodovinski podatki o stabilnosti, razviti za cepiva, temeljili na temperaturnem razponu 2–8 °C (36–46 °F). Z razvojem bioloških zdravil, ki jih proizvajajo nekdanji proizvajalci cepiv, so zaradi narave zdravil in pomanjkanja njihovega preskušanja pri širših pogojih shranjevanja začeli v isto kategorijo shranjevanja pri 2–8 °C (36–46 °F) uvrščati tudi biološka zdravila.
Leta 2020, v času pandemije covida-19, bodo za shranjevanje in transport cepiv, ki jih razvijajo, morda potrebne ultrahladne temperature do −70 °C (−94 °F), kar bo zahtevalo tako imenovano infrastrukturo »hladnejše verige«.
Distribucijski postopek hladne verige je razširitev okolja dobre proizvodne prakse (GMP), s katero morajo biti skladni vsa zdravila in biološki proizvodi, in ga izvajajo različni zdravstveni regulativni organi. Kot tak je treba distribucijski postopek potrditi, da se prepreči negativen vpliv na varnost, učinkovitost ali kakovost učinkovine. Okolje GMP zahteva, da je treba potrditi vse postopke, ki bi lahko vplivali na varnost, učinkovitost ali kakovost učinkovine, vključno s shranjevanjem in distribucijo učinkovine.